# Bernhard von Holleben genannt von Normann

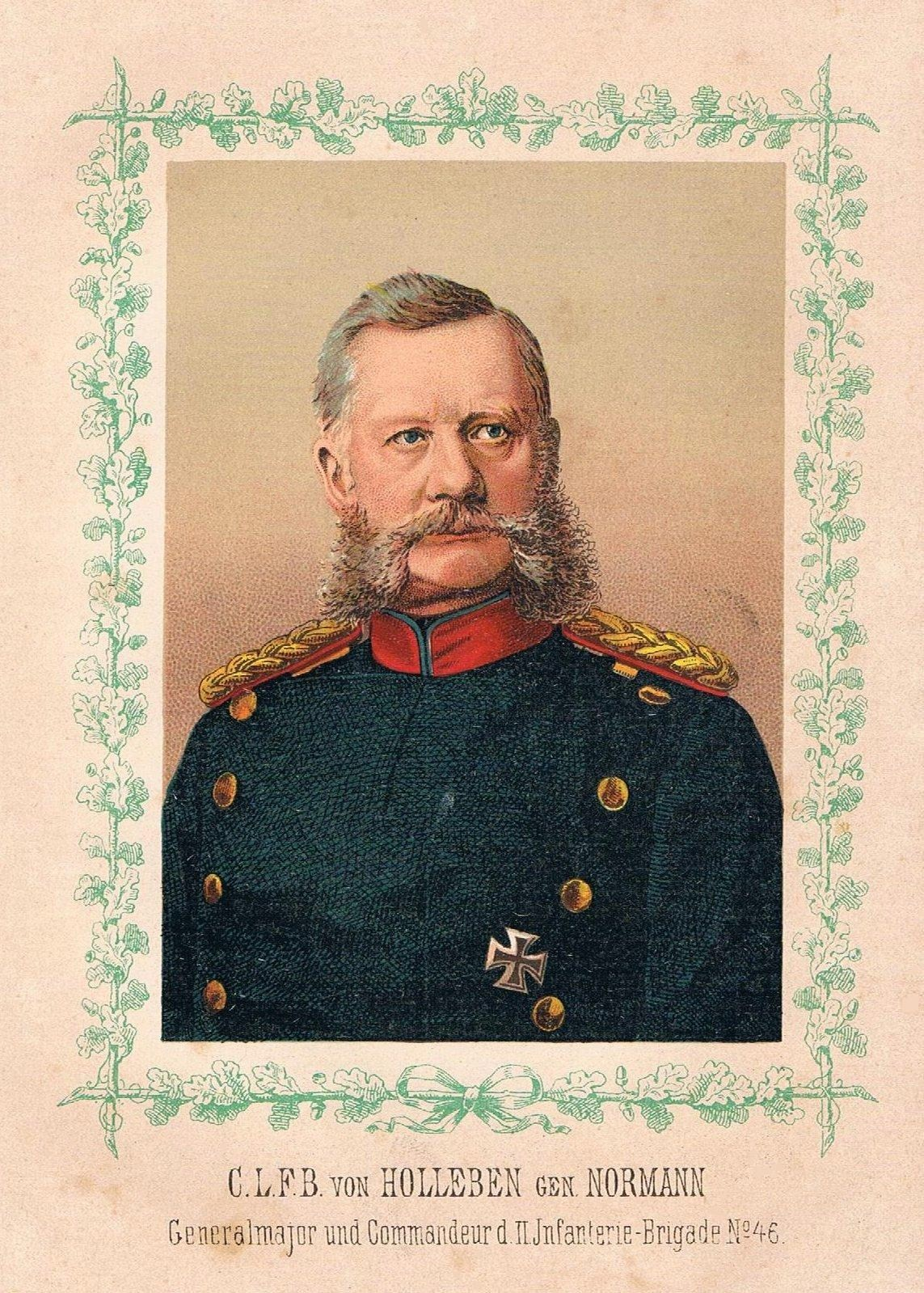
General Bernhard v. Holleben gen. v. Normann

Karl Ludwig Friedrich Bernhard Freiherr von Holleben genannt von Normann (* 30. Juli 1824 in Unterköditz; † 11. Oktober 1897 in Dresden) war ein sächsischer General der Infanterie.

## Leben

### Herkunft
Seine Eltern waren Karl Ludwig Anton von Holleben genannt von Normann (1786–1849) und dessen Ehefrau Ida, geborene von Schönberg (1803–1867). Der Politiker Albert von Holleben war sein Bruder.

### Militärkarriere
Holleben studierte an der Universität Jena und wurde 1846 Mitglied des Corps Saxonia Jena. 1862 erhielt er noch das Band des Corps Misnia Leipzig.
Nach dem Studium schlug er 1849 eine Militärlaufbahn in der Sächsischen Armee ein und diente u. a. im 2. Jäger-Bataillon. Während des Deutschen Krieges 1866 war er Hauptmann im Generalstab der 2. Division, kam anschließend in das 3. Jäger-Bataillon und wurde 1867 als Major zum Generalstab der Armee kommandiert. Im Jahr darauf folgte seine Versetzung hierher und man setzte ihn in der Taktischen Abteilung ein. In dieser Stellung nahm Holleben 1870/71 am Krieg gegen Frankreich teil und erhielt für seine Leistungen am 29. September 1870 das Ritterkreuz des Militär-St.-Heinrichs-Ordens sowie beide Klassen des Eisernen Kreuzes. Zudem war Holleben von 1870 bis 1873 auch sächsischer Militärbevollmächtigter am preußischen Hof in Berlin. Anschließend kehrte er in den Generalstab zurück und stieg hier bis 1883 zum Chef des Stabes auf. Zwischenzeitlich hatte man Holleben mit Patent vom 5. April 1881 zum Generalmajor befördert. Vom 6. Juli 1883 bis 31. März 1887 kommandierte er die 2. Infanterie-Brigade Nr. 46 und wurde anschließend mit seiner Beförderung zum Generalleutnant zum Kommandeur der 2. Division Nr. 24 ernannt. Am 22. Januar 1892 wurde Holleben von diesem Kommando entbunden und als General der Infanterie zur Disposition gestellt.

### Familie
Holleben heiratete am 8. August 1850 Clementine von der Becke (* 1832). Das Paar hatte mehrere Kinder:
- Ida Lisbeth Clara (* 1852) ⚭ 1880 Ernst Egon von Trützschler, Oberstleutnant
- Ludwig Leopold Anton (1854–1926), sächsischer Generalleutnant ⚭ 1889 Ella von Rex (* 1861)
- Helene Auguste Mathilde (1856–1873)
- Sophie Magarethe (* 1858)
- Ludwig Leopold (1862–1863)
- Hans Ludwig (1865–1866)